# Jack O'Neill
Il generale Jonathan "Jack" O'Neill è un personaggio di finzione del film di fantascienza Stargate, del 1994, e uno dei quattro membri originali della squadra SG-1 nella serie televisiva omonima Stargate SG-1. Nel film è interpretato da Kurt Russell, mentre nel telefilm l'interpretazione del personaggio è affidata a Richard Dean Anderson.

## Personaggio
(Jack O'Neill durante lo scontro con una delle guardie di Ra, nel film Stargate del 1994.)
Il generale Jonathan O'Neill, comunemente chiamato Jack, è un esperto ufficiale in comando dell'aviazione militare degli Stati Uniti d'America.
O'Neill è nato a Chicago, e cresciuto nello Stato del Minnesota. Noto per un carattere assai spigoloso, ostinato e poco incline ai compromessi, nella vita si è fatto molti nemici, e ben pochi amici. Molti notano comunque in lui una nobiltà d'animo che manca a molti di quelli che ha incontrato nel suo cammino.
È stato sposato con Sarah O'Neill, da cui ha avuto un figlio, Charlie Tyler, morto dopo essersi sparato accidentalmente con l'arma d'ordinanza del padre, in un fatidico giorno d'autunno, tornato da scuola con la foto di classe. Jack e Sara sentono lo sparo e si precipitano all'ospedale dove muore.
Oltre alla morte di Charlie si sa ben poco del passato di O'Neill. Possiede un senso dell'umorismo sarcastico ed affilato e non esita a schernire un nemico nel cuore della battaglia, o quando viene catturato.
Le relazioni interpersonali gli risultano assai problematiche. Il Maggiore Charles Kawalsky era un suo amico, nonostante ignorasse molti fatti della sua vita privata. Kawalsky asseriva di poter battere O'Neill a Street-Hockey. Hanno entrambi prestato servizio almeno in una missione sotto copertura nella Germania dell'Est, nel 1982. La loro missione consisteva nell'infiltrarsi e recuperare un agente sovietico che veniva custodito in una villa; ma i soldati nemici li stavano aspettando e John, amico e ufficiale comandante di O'Neill rimase ucciso.
O'Neill passava il suo tempo libero con la moglie e il figlio o andava a pescare. La famiglia aveva un enorme significato nella sua vita. Semplici giochi di lotte e baseball, i preferiti del giovane figlio, riempivano quelle parti della sua esistenza che erano accessibili, vista la carriera militare.
Se si contano le fratture alla mascella, O'Neill ha nove ossa rotte. Faceva il paracadutista in una missione non ufficiale sul confine tra Iran e Iraq negli anni 80, occasione in cui si è schiantato al suolo. Nonostante non fossero previste missioni di salvataggio, riuscì da solo a tornare nei territori alleati in nove giorni.
Ha passato diversi anni in unità sotto copertura dell'esercito ed è stato quattro mesi in una prigione irachena a causa del fallimento di una missione comandata da Frank Cromwell.
Considerando questo si può dedurre che O'Neill si sia sposato prima del 1988.
Infatti, nei fugaci racconti conferma che lui e sua moglie Sarah stavano insieme al momento della sua cattura, perché lei era il principale motivo dei suoi tentativi di fuga. Poco tempo dopo essere scappato dalla prigionia venne concepito Charlie Tyler O'Neill.
La morte di Charlie fa precipitare O'Neill nella depressione, e viene rimosso dal servizio fino al giorno in cui due ufficiali agli ordini del Generale West, suo ufficiale comandante, arrivano a casa sua ad informarlo che è stato richiamato in servizio presso il complesso di Creek Mountain.
Il progetto top-secret Stargate era arrivato ad un punto critico. O'Neill accetta la missione. Nel caso in cui il Dottor Daniel Jackson fosse riuscito ad aprire la "porta per le stelle", in grado di collegare la Terra con un pianeta deserto, il colonnello doveva attraversarlo per accertarsi della situazione circa la sicurezza nazionale. Se avesse trovato una qualsiasi minaccia per la Terra, doveva sacrificarsi per distruggere lo Stargate con una bomba nucleare.
Dall'altro lato del portale, c'è il malefico Ra, Supremo Signore del Sistema dei Goa'uld, che ha popolato l'intero pianeta di Abydos di umani tramite la deportazione dalla Terra.
Con l'aiuto di Jackson e degli Abydosiani, O'Neill usa la bomba per distruggere il falso dio a bordo della sua nave madre in orbita. O'Neill ritorna sulla Terra lasciando Jackson, per sua richiesta, su Abydos. Tornato a casa dalla missione, O'Neill scopre che Sara vorrebbe che lui se ne andasse di casa. Dopo un divorzio veloce si ritrova da solo per la prima volta in più di dieci anni. Con il programma Stargate chiuso e spostato nel complesso di Cheyenne Mountain, Jack va in pensione. Smette di fumare e passa gran parte del suo tempo in solitudine, a pescare o sul tetto a guardare le stelle con un telescopio. Ed è proprio su quel tetto che un anno dopo scopre che il programma Stargate è stato riaperto, e che è emersa una nuova minaccia.
Con l'inizio del comando del Generale Hammond, O'Neill accetta di lasciare il prepensionamento per comandare la SG-1. Insieme a Samantha Carter, il suo comandante in seconda, tornò su Abydos per recuperare il Dottor Jackson e scoprire la fonte di una nuova minaccia Goa'uld. Ma il suo buon amico Skaara, un ragazzo Abydosiano, è stato rapito dal Signore del Sistema Apophis, dando a O'Neill un motivo molto personale per dare la caccia e combattere il suo nuovo nemico.
La squadra SG-1 e i mondi che hanno esplorato hanno costretto O'Neill a riassestare il suo futuro e la sua difficoltà nei rapporti con gli altri. La sua iniziale antipatia per Jackson cambia in simpatia nel corso di pochi anni. Nonostante i frequenti disaccordi con lo scienziato, trovano anche molti punti d'incontro comprendendo che insieme sono davvero una squadra, sia in diplomazia che in battaglia.
Jack diventa buon amico e fratello di Teal'c, un guerriero proprio come lui, che convince a rivoltarsi contro i Goa'uld e unirsi alla SG-1. Anche Hammond, nonostante sia il suo ufficiale comandante, diventa un buon amico e confidente. Pur dovendo avere spesso a che fare col caratteraccio e il sarcasmo di Jack, riesce a calmare la sua tempestosa frustrazione in ogni decisione che è costretto a prendere. Oltre all'amicizia nata con Samantha Carter, O'Neill confessa di tenere a lei molto di più di quello che il loro rapporto militare gli consenta. Il regolamento li blocca dall'intraprendere una relazione amorosa. I due non smettono comunque di amarsi. Di ciò viene data la prova quando Sam rompe il fidanzamento con Pete, perché ancora innamorata di Jack. Nelle ultime due stagione di SG1, nella 4 di Atlantis e in Stargate Continuum viene accennato a uno sviluppo del rapporto tra i due, possibile grazie al fatto che O'Neill non è più il diretto superiore di Carter.
Tra le varie esperienze vissute nel corso degli anni, ad O'Neill viene impiantato un simbionte due volte, uno Goa'uld e uno Tok'ra, di nome Kanan. Gli viene scaricato nel cervello la biblioteca degli Antichi per due volte. Rapisce una bambina aliena per permetterle di vivere l'esperienza di essere un bambino.
Muore e viene resuscitato innumerevoli volte nel sarcofago di Baal. Passa tre mesi cercando di entrare a far parte della società Edoriana, credendo di essere destinato a passare la vita con loro.
Viene incastrato per l'omicidio di un senatore degli Stati Uniti, invecchiato rapidamente da nanociti Goa'uld, posseduto da una microscopica razza aliena, intrappolato in un loop spazio-temporale e ha salvato la Terra più volte di quante riesca a ricordare. Ha anche contribuito direttamente a sconfiggere potenti Goa'uld come Ra, Apophis, Cronus, Seth, Hathor, Sokar, Nirrti, Heru-ur e Marduk, tra i vari.
Molti dei più cari amici di Jack non sono necessariamente umani. Thor, Comandante Supremo della flotta Asgard (che lui chiama "Amico mio"), è stato un amico fin dal principio. Gli Asgard riconoscono il potenziale della razza umana in Jack e scelgono di allearsi con la Terra.
Dopo più di sei anni al comando della squadra SG-1, la vita di O'Neill è sicuramente cambiata in meglio. Fortunatamente per Jack il suo buon cuore e il suo spirito coraggioso gli servono principalmente per migliorare i rapporti con i suoi compagni di squadra, alleati e il resto delle specie che incontra attraverso la galassia.

## Altre apparizioni
Il personaggio di Jack O'Neill compare inoltre in alcuni episodi dello spin-off Stargate Atlantis e Stargate Universe e avrebbe dovuto essere uno dei protagonisti del videogioco Stargate SG-1: The Alliance, la cui produzione è stata annullata.